# David Arkin
David George Arkin (Los Angeles, 24 dicembre 1941 – Los Angeles, 14 gennaio 1991) è stato un attore statunitense.

## Filmografia parziale

### Cinema
- Lasciami baciare la farfalla (I Love You, Alice B. Toklas), regia di Hy Averback (1968)
- M*A*S*H, regia di Robert Altman (1970)
- Il lungo addio (The Long Goodbye), regia di Robert Altman (1973)
- Nashville, regia di Robert Altman (1975)
- Tutti gli uomini del presidente (All the President’s Men), regia di Alan J. Pakula (1976)
- Cannonball, regia di Paul Bartel (1976)
- Popeye - Braccio di Ferro (Popeye), regia di Robert Altman (1980)

### Televisione
- Hawaii Squadra Cinque Zero (Hawaii Five-O) – serie TV, un episodio (1970)
- Uomini di legge (Storefront Lawyers) – serie TV, 11 episodi (1970-1971)
- Lotta per la vita – serie TV, un episodio (Medical Story) (1975)

## Doppiatori italiani
- Gianni Marzocchi ne Il lungo addio
- Claudio De Davide in M*A*S*H